# What Goes Around (album de Statik Selektah)
Pour les articles homonymes, voir What Goes Around.
Albums de Statik Selektah
Extended Play
(2013) Lucky 7
(2015)
What Goes Around est le sixième album studio de Statik Selektah, sorti le 19 août 2014.
L'album s'est classé 7e au Top Rap Albums, 11e au Top Independent Albums, 14e au Top R&B/Hip-Hop Albums et 77e au Billboard 200.

## Liste des titres
| No  | Titre                                                                       | Contient un (des) sample(s) de                                               | Durée |
| --- | --------------------------------------------------------------------------- | ---------------------------------------------------------------------------- | ----- |
| 1.  | What Goes Around (featuring Lil' Fame et Ea$y Money)                        | Tribute to American Gypsy d'American Gypsy                                   | 2:19  |
| 2.  | Carry On (featuring Joey Bada$$ et Freddie Gibbs)                           | Life's a Bitch de Nas featuring AZ et Olu Dara                               | 3:27  |
| 3.  | The Thrill Is Back (featuring Styles P et Talib Kweli)                      |                                                                              | 2:45  |
| 4.  | The Imperial (featuring Action Bronson, Royce Da 5'9" et Black Thought)     |                                                                              | 4:14  |
| 5.  | All the Way (Pimp Hop) (featuring Snoop Dogg, Wais P, Ransom et CharlieRED) |                                                                              | 3:50  |
| 6.  | Back for You (featuring Dilated Peoples)                                    | Kissing My Love de Bill Withers Travellin' Man de DJ Honda featuring Mos Def | 3:02  |
| 7.  | Alarm Clock (featuring Ab-Soul, Jon Connor et Logic)                        | The Happening des Supremes                                                   | 3:25  |
| 8.  | My Time (featuring Black Dave, CJ Fly, Nyck Caution et Josh Xantus)         | Nardis de Joe Henderson Kissing My Love de Cold Blood                        | 3:15  |
| 9.  | Fugazi (featuring Sincere)                                                  |                                                                              | 2:27  |
| 10. | Long Time (featuring Action Bronson)                                        |                                                                              | 3:32  |
| 11. | Drunk & High (featuring N.O.R.E., Termanology et Reks)                      |                                                                              | 3:41  |
| 12. | The Chopper (featuring Jon Connor et Ransom)                                | Amen, Brother des Winstons                                                   | 3:08  |
| 13. | Down Like This (featuring Sheek Louch, Pharoahe Monch et Crooked I)         |                                                                              | 4:29  |
| 14. | Slum Villain (featuring Joey Bada$$)                                        |                                                                              | 2:43  |
| 15. | Heltah Selektah (featuring Sean Price et Rock)                              |                                                                              | 2:06  |
| 16. | Overdose (featuring B-Real et JFK)                                          |                                                                              | 2:53  |
| 17. | Something to Cry For (featuring Boldy James)                                |                                                                              | 4:01  |
| 18. | Rise Above (featuring Astro & Dessy Hinds)                                  | We Need We de Manchild                                                       | 3:26  |
| 19. | Get Away (featuring Joe Scudda et Colin Munroe)                             | He's a Runner de Laura Nyro My People...Hold On d'Eddie Kendricks            | 3:33  |
| 20. | God Knows (featuring Bun B, Jared Evan et Posdnuos)                         | Slow Dance de Stanley Clarke                                                 | 3:33  |